# いつか夜の雨が
「いつか夜の雨が」（いつかよるのあめが）は、吉田拓郎が1980年8月21日にリリースした19枚目のシングル。発売元はフォーライフ・レコード（現・フォーライフミュージックエンタテイメント）。

## 概要
アルバム『Shangri-La』からのシングルカットで、前作「あの娘といい気分」に引き続き、プロデューサーとアレンジャーに、ブッカー・T・ジョーンズが担当した。拓郎の当時のレゲエの傾斜ぶりがよく分かる一曲。
カップリング曲の「愛の絆を」は、1981年に発売されたベスト・アルバム『ONLY YOU 〜since coming For Life〜』に新たに録音したテイクが収録されている。

## 収録曲
- 全作詞:岡本おさみ、作曲:吉田拓郎、編曲:Booker T. Jones

Side:A
1. いつか夜の雨が（4分30秒）

Side:B
1. 愛の絆を（4分50秒）

## 収録ディスク

### アルバム
- いつか夜の雨が
  - 『Shangri-La』(1980年)
  - 『ONLY YOU 〜since coming For Life〜』(1981年)
  - 『吉田拓郎ベスト60』(1985年)
  - 『豊かなる一日』(2004年)
  - 『18時開演〜TAKURO YOSHIDA LIVE at TOKYO INTERNATIONAL FORUM〜』(2009年)
  - 『ONLY YOU 〜since coming For Life〜 + Single Collection』(2011年)
  - 『AGAIN』(2014年)
  - 『Another Side Of Takuro 25』(2024年)
- 愛の絆を
  - 『☆』はシングルバージョン、『★』は『ONLY YOU 〜since coming For Life〜』に収録されたニューテイクバージョン。
    - 『Shangri-La』☆(1980年)
    - 『ONLY YOU 〜since coming For Life〜』★(1981年)
    - 『ONLY YOU 〜since coming For Life〜 + Single Collection』★(2011年)